# Eucereon surcata
Eucereon surcata är en fjärilsart som beskrevs av Paul Dognin 1897. Eucereon surcata ingår i släktet Eucereon och familjen björnspinnare. Inga underarter finns listade i Catalogue of Life.